# لاسي أريكسون
لاسي أريكسون (بالسويدية: Lasse Eriksson)‏ هو موسيقي ومقدم تلفزيوني وكاتب وممثل سويدي، ولد في 1 أبريل 1949 في بيتيو في السويد، وتوفي في 3 مارس 2011 في أوبسالا في السويد.

## وصلات خارجية
- لاسي أريكسون على موقع IMDb (الإنجليزية)
- لاسي أريكسون على موقع ميوزك برينز (الإنجليزية)
- لاسي أريكسون على موقع قاعدة بيانات الأفلام السويدية (السويدية)
- لاسي أريكسون على موقع قاعدة بيانات الفيلم (الإنجليزية)
- لاسي أريكسون على موقع كينوبويسك (الروسية)